# Station Assens
Station Assens is een  voormalig station in de Deense plaats Assens in de gelijknamige gemeente. Het station werd geopend in 1884 met de opening van de spoorlijn Tommerup - Assens. Het stationsgebouw is een ontwerp van N.P.C. Holsøe. 